# Dåbskjole
Dåbskjolen har sine rødder i gamle kristne traditioner. Tidligere brugte man betegnelsen dåbstøj eller kristenklæder, for dragter som blev syet til den kirkelige dåbshandling.
Dåb af små børn er en tradition og ceremoni som har været almindelig brugt i Danmark siden Middelalderen, som et symbol på, at barnet er blevet optaget i den kristne menighed. Igennem tiderne har traditionen for dåbsklæder skiftet flere gange. I dag kender vi mest den almindelige hvide dåbskjole. Men sådan har det ikke altid været:
Det hvide dåbstøj er et levn fra meget gamle dåbsritualer, da dåben var en kristen handling forbeholdt voksne mennesker. Her skiftede dåbskandidaterne under selve dåben fra eget tøj til hvide kjortler, for at symbolisere renselse og renhed.
Før 1800 tallet var dåbsklæder recirkulering, fremstillet af eksisterende klæder, tæpper eller andre typer tekstiler, som tjente andre formål og som blev omsyet til dåb. Det var ikke kjoler som vi kender det i dag, men nærmest dragtposer, som blev snøret sammen om barnet.
Dåbstøjet, eller kristenklæderne som det hed dengang, varierede meget i udførsel og kvalitet. Fattige bønder og borgere havde ikke adgang til fine stoffer eller brokade og måtte ty til grove sække og tekstiler uden pynt. Det finere borgerskab og adelen havde derimod adgang til og mulighed for at bruge finere og udsøgte tekstiler, bånd, mellemværk, broderier og brokade, hvilket ofte udmøntede sig i ekstravagante udstyrsstykker.
Siden middelalderen har dåbs- og kristentøj været forbundet med farver og pynt, når et barn blev døbt. Tidligere tiders silkebånd i mange farver, broderier i guldtråd, kniplinger i sølv, perler, pailletter, stofblomster, rosetter og rondeller var helt almindelige på dåbstøj. Helt op i 1800-tallet kunne dåbsklæder være et rent fyrværkeri i farver, tekstiler, dekorationer og kulører. Tøjet blev også ligeledes brugt af familien i flere generationer, som hver især satte eget præg på dragten med farver og udsmykning.
Det er først i midten af 1800-tallet at det helt hvide dåbstøj til børn vandt indpas i Danmark og man gik fra den pose-lignede klædning til dåbskjolen med stor vidde, som vi kender i dag. Det er således heller ikke påkrævet i dåbsritualet, at barnet bærer hvid kjole og i den danske folkekirke er der ingen dresscode for barnedåb.